# 潮喬平
潮 喬平（うしお きょうへい、1934年〈昭和9年〉12月12日 - 2010年〈平成22年〉3月25日）は、島根県益田市出身の陸上競技選手。専門は100mと200mの短距離走。1956年メルボルンオリンピック日本代表、1958年東京アジア大会の銀メダリストである。日本選手権の100mを1956年から3連覇した。

## 経歴
醸造元の次男として生まれる。
益田高校（現・益田翔陽）3年時の1952年（昭和27年）にインターハイの100mで11秒3の2位、200mで3位、4×200mリレーで4走を務めて5位、国体の19歳未満100mで11秒5の2位に入るなど活躍した。
大学は中央大学に進学し、4年時の1956年に日本インカレで3冠（100m、200m、4×100mリレー）を達成し、日本選手権100mも制した。メルボルンオリンピックには100mと200mと4×100mリレーに出場し、4×100mリレーで1走を務めて準決勝進出に貢献した。
実業団時代には、リッカーミシン所属の1958年に東京アジア大会の100mと4×100mリレー（1走）で銀メダルを獲得した。
現役引退後はプロ野球・日本ハムファイターズのトレーニングコーチ（1971年 - 1981年）などを務めた。
2010年（平成22年）3月25日、肺炎のため東京都板橋区の病院で死去。75歳没。

## 主要大会成績

### 国際大会
| 年                               | 大会               | 場所       | 種目    | 結果    | 記録         |
| -------------------------------- | ------------------ | ---------- | ------- | ------- | ------------ |
| 1956                             | 第16回オリンピック | メルボルン | 100m    | 1次予選 | 11秒0 (-2.0) |
| 1956                             | 第16回オリンピック | メルボルン | 200m    | 1次予選 | 22秒4        |
| 1956                             | 第16回オリンピック | メルボルン | 4x100mR | 準決勝  | 41秒3 (1走)  |
| 1958                             | 第3回アジア大会    | 東京       | 100m    | 2位     | 11秒0        |
| 1958                             | 第3回アジア大会    | 東京       | 4x100mR | 2位     | 41秒4 (1走)  |
| 『日本陸上競技連盟七十年史』参照 |                    |            |         |         |              |

### 日本選手権
- 6位以内の成績を収めた大会を記載

| 年                               | 大会             | 種目 | 結果 | 記録         |
| -------------------------------- | ---------------- | ---- | ---- | ------------ |
| 1954                             | 第38回日本選手権 | 100m | 5位  | 10秒8 (+5.0) |
| 1954                             | 第38回日本選手権 | 200m | 5位  | 23秒8 (+5.0) |
| 1955                             | 第39回日本選手権 | 200m | 5位  |              |
| 1956                             | 第40回日本選手権 | 100m | 優勝 | 10秒8        |
| 1957                             | 第41回日本選手権 | 100m | 優勝 | 10秒9        |
| 1958                             | 第42回日本選手権 | 100m | 優勝 | 10秒9        |
| 1961                             | 第45回日本選手権 | 100m | 2位  | 11秒0 (-1.4) |
| 『日本陸上競技連盟七十年史』参照 |                  |      |      |              |

## 日本ランキング
- 10位以内に入った記録を記載

| 1953                             | 200m | 8位 | 22秒5 | 中央大学       |
| 1954                             | 100m | 5位 | 10秒8 | 中央大学       |
| 1955                             | 100m | 1位 | 10秒7 | 中央大学クラブ |
| 1955                             | 200m | 4位 | 22秒2 | 中央大学クラブ |
| 1956                             | 100m | 1位 | 10秒5 | 中央大学       |
| 1956                             | 200m | 7位 | 22秒2 | 中央大学       |
| 1957                             | 100m | 2位 | 10秒5 | 門司鉄道管理局 |
| 1957                             | 200m | 4位 | 22秒0 | 門司鉄道管理局 |
| 1958                             | 100m | 1位 | 10秒6 | リッカーミシン |
| 1958                             | 200m | 5位 | 22秒0 | リッカーミシン |
| 1959                             | 100m | 9位 | 10秒8 | リッカーミシン |
| 1960                             | 100m | 2位 | 10秒7 | リッカーミシン |
| 1961                             | 100m | 4位 | 10秒7 | リッカーミシン |
| 『日本陸上競技連盟七十年史』参照 |      |     |       |                |